# Tapio Korjus
Tapio Korjus (n. 10 februarie 1961, Hamina, Kymen lääni⁠(d), Finlanda) este un aruncător de suliță ce a reprezentat Finlanda, medaliat olimpic. A participat la o ediție a Jocurilor Olimpice (1988) în care a câștigat medalia de aur.

## Palmares
| An   | Competiție        | Locație             | Loc | Note    |
| ---- | ----------------- | ------------------- | --- | ------- |
| 1988 | Jocurile Olimpice | Seul, Coreea de Sud | 1   | 84,28 m |

## Legături externe
- en Tapio Korjus la World Athletics
- en Tapio Korjus la Olympedia.org